# Елизавета (Шпонгейм-Крёйцнах)

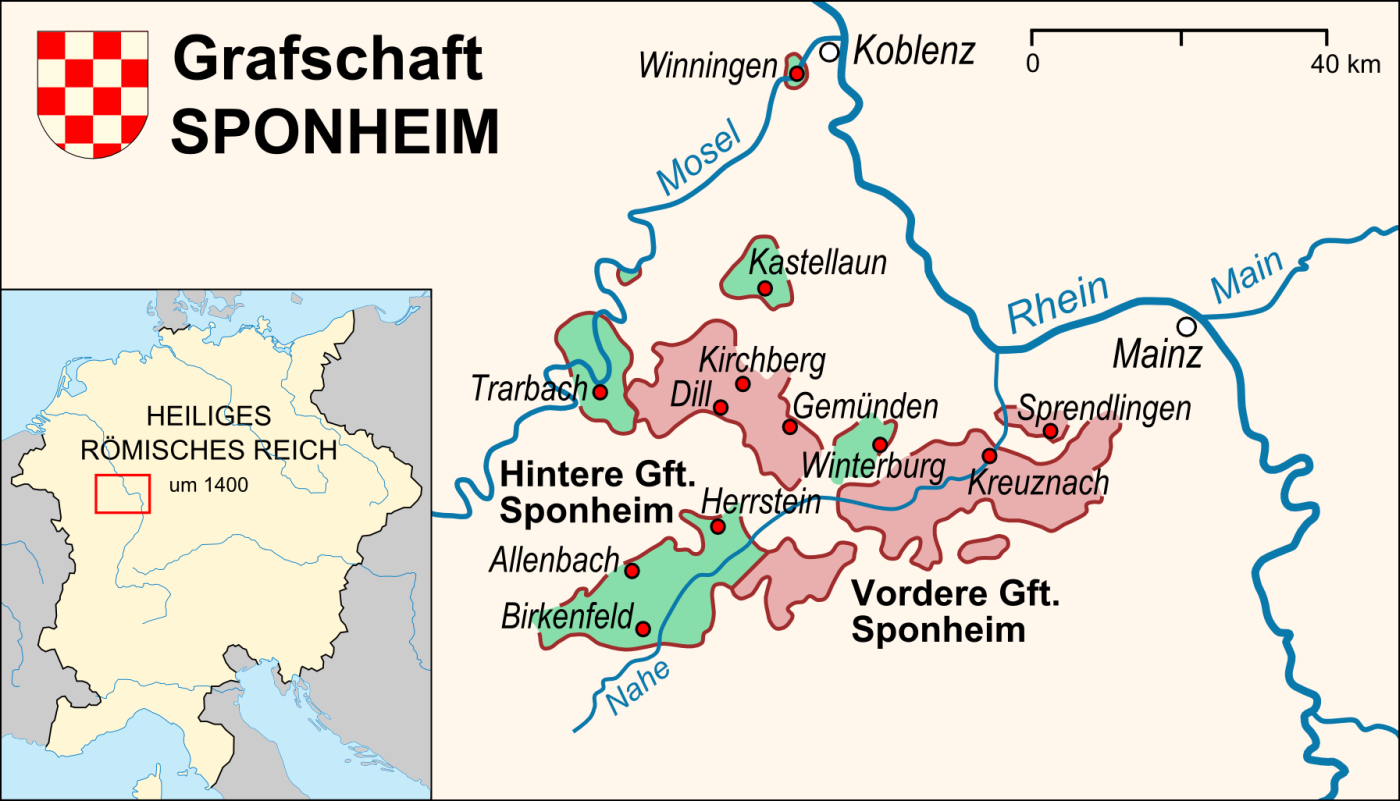

Елизавета (Elisabeth von Sponheim-Kreuznach) (ок. 1360 — 31 июля 1417) — графиня Фиандена, последняя графиня Переднего Шпонгейма (с 1414).
В 1381 году (5 апреля) вышла замуж за Энгельберта III фон дер Марка, по условиям брачного контракта отказавшись от прав на Шпонгейм и Фианден. Детей не было, Энгельберт III в 1392 году умер.
Второй муж — Рупрехт Пипан, сын пфальцграфа Рупрехта III, тоже умер вскоре после свадьбы — в 1397 г. И этот брак был бездетным.
Рупрехт III в 1400 г. был избран германским королём, и Елизавета жила при его дворе в Гейдельберге.
После смерти отца (1414) унаследовала Передний Шпонгейм и Фианден (поскольку брат к тому времени уже умер). В 1416 г. в благодарность за гостеприимство передала курфюрсту Людвигу III пятую часть своих владений (Кройцнах, Эбернбург, Гутенбург, Коппенштайн, Гемюнден и Кирхберг).
Умерла 31 июля 1417 года. Оставшиеся 4/5 Переднего Шпонгейма получил Иоганн V фон Шпонгейм-Штаркенбург, графство Фианден — Энгельберт I фон Нассау, чья бабка по отцу была сестрой последнего графа.